# Jonas Brothers Live in Vegas
Jonas Brothers in Vegas es la primera residencia de conciertos de la banda estadounidense Jonas Brothers. Inició el 3 de junio de 2022 y finalizó el 11 de junio de 2022; se llevó a cabo en el MGM Park Theater de Las Vegas, Estados Unidos.
La residencia fue anunciada el 1 de marzo de 2022 a través de las redes sociales de la banda.
El 15 de agosto de 2022 fue anunciada una segunda etapa de la residencia, la cual contará con tres shows en noviembre de 2022.
El 13 de diciembre de 2022 fue anunciada una tercera etapa de la residencia, la cual contará con tres show en febrero de 2023.

## Antecedentes
Después de anunciar su regreso en 2019 a los escenarios tras la sonada ruptura de la banda en 2013, Jonas Brothers se embarcó en una nueva gira, Happiness Begins Tour, que recorrió Norteamérica y Europa entre el verano de 2019 e invierno de 2020, junto a su retorno lanzaron su quinto álbum de estudio Happiness Begins que fue precedido por el exitoso sencillo Sucker que alcanzó el puesto número uno en el Billboard Hot 100. Ahora en 2022 y después de haber culminado su gira más ambiciosa regresarán a los escenarios en una residencia de conciertos en el mítico Park MGM de Las Vegas.

## Lista de Canciones
La lista pertenece a las canciones tocadas durante la primera noche de la residencia, no se siguió el mismo listado en las demás fechas:
1. Sucker
2. Strangers
3. Lonely
4. Much Better
5. What a Man Gotta Do
6. That's Just the way We Roll
7. Happy When I'm Sad
8. Cool
9. Medley: Dancing Feet, Delicious, Body Moves, Levels, Toothbrush
10. Jealous
11. Cake by the Ocean
12. Lovebug
13. Paranoid
14. S.O.S.
15. Take a Breath
16. Hesitate
17. Only Human
18. Goodnight and Goodbye
19. Fly with Me
20. Remember This
21. When You Look Me in the Eyes
22. Year 3000
23. Leave Before You Love Me
24. Burnin' Up

## Fechas
| Fecha                   | Ciudad    | País           | Recinto  |
| Etapa 1                 | Etapa 1   | Etapa 1        | Etapa 1  |
| ----------------------- | --------- | -------------- | -------- |
| 3 de junio de 2022      | Las Vegas | Estados Unidos | Park MGM |
| 4 de junio de 2022      | Las Vegas | Estados Unidos | Park MGM |
| 9 de junio de 2022      | Las Vegas | Estados Unidos | Park MGM |
| 10 de junio de 2022     | Las Vegas | Estados Unidos | Park MGM |
| 11 de junio de 2022     | Las Vegas | Estados Unidos | Park MGM |
| Etapa 2                 |           |                |          |
| 10 de noviembre de 2022 | Las Vegas | Estados Unidos | Park MGM |
| 11 de noviembre de 2022 | Las Vegas | Estados Unidos | Park MGM |
| 12 de noviembre de 2022 | Las Vegas | Estados Unidos | Park MGM |
| Etapa 3                 |           |                |          |
| 17 de febrero de 2023   | Las Vegas | Estados Unidos | Park MGM |
| 18 de febrero de 2023   | Las Vegas | Estados Unidos | Park MGM |
| 19 de febrero de 2023   | Las Vegas | Estados Unidos | Park MGM |